# 祖国党
祖国党（そこくとう、トルコ語：Anavatan Partisi、略称：ANAP）は、トルコ共和国の中道右派政党。日本語では母国党とも訳される。

## 沿革
祖国党は、1983年の民政移管の際に、トゥルグト・オザルによって設立された。
祖国党には、1980年の9月12日クーデターで禁止された主要4政党（公正党、共和人民党、国民救済党、民族主義者行動党）から参加者が集まり、広範な層の国民を支持基盤とした。
祖国党は、1983年、1987年の総選挙で単独過半数の議席を獲得し、オザル政権を樹立。オザル政権では、トルコ経済の自由化を推進したほか、国是である政教分離原則を緩和し、トルコにおけるイスラームの復興現象にも影響を与えた。
1991年の総選挙で敗北し下野。1993年のオザル死去に伴い、党首メスト・ユルマズのもとで、世俗主義色を強めた。1995年の総選挙では、イスラーム系政党である福祉党の政権参加を妨げるために、正道党と連立を組み、ユルマズ政権を樹立したが、両党間のスキャンダル合戦が激化し、同政権は短命に終わった。後を受けて成立した福祉党のエルバカン政権が、軍部の圧力により退陣すると、1997年に再びユルマズが組閣を行った。1999年の総選挙後は、民主左派党のエジェヴィト政権に与党として参加したが、2002年の総選挙で公正発展党の躍進のため惨敗、議席を失って院外政党に転落した。
2007年の総選挙に際して、正道党党首メフメト・アールと祖国党党首エルカン・ムムジュは、中道右派の両党が合流し、民主党（Demokrat Parti）を旗揚げすると発表した。しかし、結局両党は候補者リストの作成について合意する事が出来ず、合意は完全に破綻した。結果、正道党は一人の当選者を獲得する事も出来ず、祖国党はそもそも選挙に参加する事すら叶わなかった。
2009年10月31日の党総会において、民主党（Demokrat Parti）と合併統合することを決め、党の歴史に終止符を打った。

## 総選挙での得票率、獲得議席数
祖国党が参加した総選挙での得票率、獲得議席数は以下の通り。
| 年     | 党首               | 得票数    | 得票率 | 獲得議席 |
| ------ | ------------------ | --------- | ------ | -------- |
| 1983年 | トゥルグト・オザル | 7,833,148 | 45.1%  | 211      |
| 1987年 | トゥルグト・オザル | 8,704,335 | 36.3%  | 292      |
| 1991年 | メスト・ユルマズ   | 5,862,623 | 24.0%  | 115      |
| 1995年 | メスト・ユルマズ   | 5,527,288 | 19.6%  | 132      |
| 1999年 | メスト・ユルマズ   | 4,122,929 | 13.2%  | 86       |
| 2002年 | メスト・ユルマズ   | 1,618,465 | 5.1%   | 0        |

## 歴代党首
- トゥルグト・オザル （Turgut Özal 在任：1983年3月20日 - 1989年10月31日）
- ユルドゥルム・アクブルト （Yıldırım Akbulut 在任：1989年11月16日 - 1991年6月15日）
- メスト・ユルマズ （Mesut Yılmaz 在任：1991年6月15日 - 2002年11月4日）
- アリ・タリプ・オズデミル（Ali Talip Özdemir 在任：2003年1月12日 - 2003年12月14日）
- ネスリン・ナス（Nesrin Nas 在任：2003年12月14日 - 2004年11月25日）
- エルカン・ムムジュ（Erkan Mumcu 在任：2005年4月2日 - ）

（党首が正式に選出されるまでの間は、党幹部会による集団指導体制となる。）